# Simeon Slavchev
Simeon Nenchev Slavchev (en bulgare : Симеон Ненчев Славчев), dit Simeon Slavchev, est un footballeur international bulgare né le 25 septembre 1993 à Sofia (Bulgarie). Il évolue au poste de milieu de terrain.

## Biographie
Le 19 mai 2014, il connaît la consécration en étant officiellement présenté comme la première recrue du Sporting Clube de Portugal en vue de la saison 2014-2015. Auteur d'une saison remarquable avec le Litex Lovech, avec notamment 14 buts inscrits en 33 matchs de championnat alors qu'il évolue au milieu de terrain, il quitte sa Bulgarie natale pour la première fois de sa carrière. Il signe un contrat de cinq ans avec une clause de départ fixé à 45 millions d'euros. 
Après avoir notamment pris part, durant la préparation, à la Coupe d'honneur de Lisbonne, le Sporting l'envoie se roder, le 27 août 2014, en débutant avec l'équipe réserve dans le Championnat du Portugal de football D2, contre le Clube Desportivo das Aves. Il dispute 65 minutes de la rencontre.
Dans le même temps, il est convoqué avec l'équipe de Bulgarie de football pour le début des éliminatoires du championnat d'Europe de football 2016 et une rencontre sur le terrain de l'Azerbaïdjan le 9 septembre 2014. La Bulgarie est dans le groupe H avec l'Italie, la Croatie, la Norvège, l'Azerbaïdjan et Malte .
Le 2 février 2015 il rejoint Bolton Wanderers.

## Palmarès
Litex Lovetch
- Champion de Bulgarie en 2011.

 Qarabağ FK
- Champion d'Azerbaïdjan en 2019.